# ジョ・キョンホ
ジョ・キョンホ(趙經皓・조경호、1987年9月6日 -)は大韓民国ソウル特別市出身のプロレスラー。『韓流レスラー』を名乗っている。

## 経歴
177cm。105kg。2013年にZERO１でプロレスを学ぶ。2013年の1月と2月にZERO1に参戦。2016年の12月8日のMASAKADOプロレス、2018年3月31日ZERO1道場マッチに参加。2019年7月21日の道頓堀プロレスの日韓プロレスに参戦。2023年1月1日のZERO1に弟子のイム・ヒョンビンを連れて参戦した。現在は韓国のPWS（Pro Wrestling Society）で試合をしている。『R.O.K（Revolution of K-Wrestling）』というユニットにいる。
道徳の授業で韓国のいじめ事情についての講演も行った。

### PWS KOREA（PRO WRESTLING SOCIETY KOREA)
2018年7月に設立された韓国のプロレス団体である。日本、アメリカ、メキシコなどの選手が参加している。オーナーはShiho。PWS王座、PWSコリア王座、PWSタッグ王座、PWSストリート王座、のタイトルがある。

## タイトル
WWA
- WWA極東ヘビー級王座 : 1回[10]

PWS
- PWS王座：4回[8]
- PWSタッグ王座：1回　(パートナー：JDリー)[9]

PLA
- PLA仁川地域王座 : 1回[11]